# Samantha Kelly
 (mars 2024).
Si vous disposez d'ouvrages ou d'articles de référence ou si vous connaissez des sites web de qualité traitant du thème abordé ici, merci de compléter l'article en donnant les références utiles à sa vérifiabilité et en les liant à la section « Notes et références ».
Samantha Kelly est une actrice américaine, née le 14 juin 1967 à Nairobi au Kenya.
Elle est connue pour prêter sa voix à Princesse Peach, personnage important dans les jeux Mario, et d'autres comme Bébé Peach, Toadette ainsi que les Toads. Elle a également joué le rôle de Beccy Bannon dans la série télévisée britannique Affaires non classées.

## Biographie
Samantha est mariée à Carlos Roland depuis le 12 août 2005 et ont eu 2 enfants. Avant cela, elle a été mariée à Scott D. Fralick du 24 novembre 1990 au 11 octobre 2002 avant de divorcer.

## Filmographie

### Cinéma
- 2011 : Fantômes et Cie : Mme. Burnley
- 2013 : The Shifting : Esther
- 2014 : Listening : Mme. Gates
- 2018 : The Mountain: une odysée américaine : Infirmière
- 2020 : La Coupe Du Monde : Mme. Coleman
- 2022 : Blue's Big City Adventure : Danseuse

### Télévision
- 2005 : Affaires non classées : Beccy Bannon (2 épisodes)
- 2018 : Tu ne tueras point... : Participante au baptême
- 2022 : Amour, set et match : Invitée de marque

### Jeux vidéo
- 1999 : M.U.G.E.N
- 2007 : Mario Strikers Charged Football : Princesse Peach (en tant que Sam Kelly)
- 2007 : Mario Party 8 : Princesse Peach, Toad, Toadette (en tant que Sam Kelly)
- 2007 : Super Mario Galaxy : Princesse Peach, Capitaine Toad, Toads
- 2007 : Mario Party DS : Princesse Peach, Toad (en tant que Sam Kelly)
- 2008 : Super Smash Bros. Brawl : Princesse Peach
- 2008 : Mario Kart Wii : Princesse Peach, Bébé Peach, Toad, Toadette (en tant que Sam Kelly)
- 2008 : Mario Super Sluggers : Princesse Peach, Bébé Peach, Toad, Toadette (en tant que Sam Kelly)
- 2009 : Mario & Luigi, Voyage au centre de Bowser : Princesse Peach, Toad
- 2009 : Mario & Sonic aux jeux olympiques d'hiver : Princesse Peach, Toad
- 2009 : New Super Mario Bros. Wii : Princesse Peach, Toads (en tant que Sam Kelly)
- 2010 : Super Mario Galaxy 2 : Princesse Peach, Capitaine Toad, Toads
- 2010 : Mario Sports Mix : Princesse Peach, Toad (en tant que Sam Kelly)
- 2011 : Mario & Sonic aux jeux olympiques de Londres 2012 : Princesse Peach, Toad (en tant que Sam Kelly)
- 2012 : Mario Party 9 : Princesse Peach, Toads (en tant que Sam Kelly)
- 2012 : Mario Tennis Open : Princesse Peach, Bébé Peach, Toad (en tant que Sam Kelly)
- 2012 : Paper Mario: Sticker Star : Toad (en tant que Sam Kelly)
- 2012-2019 : New Super Mario Bros. U (Deluxe) : Princesse Peach, Toads, Toadette, Peachette
- 2013 : Mario and Luigi: Dream Team Bros. : Princesse Peach, Toad (en tant que Sam Kelly)
- 2013 : Mario et Sonic aux Jeux olympiques d'hiver de Sotchi 2014 : Princesse Peach (en tant que Sam Kelly)
- 2013-2021 : Super Mario 3D World (+ Bowser's Fury) : Princesse Peach, Toad, Toadette, Capitaine Toad (en tant que Sam Kelly)
- 2013 : Mario Party: Island Tour : Princesse Peach, Toad (en tant que Sam Kelly)
- 2014 : Mario Golf: World Tour : Princesse Peach, Toad, Toadette
- 2014 : Super Smash Bros. for Nintendo 3DS/Wii U : Princesse Peach (en tant que Sam Kelly)
- 2014-2018 : Captain Toad: Treasure Tracker : Capitaine Toad, Toadette, Toads
- 2015 : Mario vs. Donkey Kong: Tipping Stars : Mini Princesse Peach, Mini Toad
- 2015 : Mario Party 10 : Princesse Peach, Toad, Toadette (en tant que Sam Kelly)
- 2015 : Puzzle & Dragons Z + Puzzle & Dragons: Super Mario Bros. Edition : Princesse Peach, Toads
- 2015 : Mario Tennis: Ultra Smash : Princesse Peach, Toad, Toadette (en tant que Sam Kelly)
- 2015 : Mario and Luigi: Paper Jam Bros. : Princesse Peach, Toad, Toadette (en tant que Sam Kelly)
- 2016 : Mini Mario & Friends: amiibo Challenge : Mini Princesse Peach, Mini Toad
- 2016 : Mario & Sonic aux Jeux Olympiques de Rio 2016 : Princesse Peach, Toad (en tant que Sam Kelly)
- 2016 : Paper Mario: Color Splash : Princesse Peach, Toad (en tant que Sam Kelly)
- 2016 : Mario Party: Star Rush : Princesse Peach, Toad, Toadette
- 2016 : Super Mario Run : Princesse Peach, Toad, Toadette
- 2017 : Mario Sports Superstars : Princesse Peach, Peach d'or Rose, Toad (en tant que Sam Kelly)
- 2017 : Mario + The Lapins Crétins: Kingdom Battle : Princesse Peach, Toad, Toadette
- 2017 : Mario and Luigi: Superstar Saga + les sbires de Bowser : Princesse Peach, Toads (en tant que Sam Kelly)
- 2017 : Super Mario Odyssey : Princesse Peach, Toad, Toadette (en tant que Sam Kelly)
- 2017 : Mario Party: The Top 100 : Princesse Peach, Toad, Toadette (en tant que Sam Kelly)
- 2018 : Mario Tennis Aces : Princesse Peach, Toad, Toadette (en tant que Sam Kelly)
- 2018 : Super Mario Party : Princesse Peach, Toad, Toadette
- 2018 : Luigi's Mansion : Toad
- 2018 : Super Smash Bros. Ultimate : Princesse Peach
- 2018 : Mario and Luigi : Voyage au centre de Bowser + L'épopée de Bowser Jr : Princesse Peach, Toad
- 2019 : Super Mario Maker 2 : Princesse Peach, Toads
- 2019 : Mario Kart Tour : Princesse Peach, Bébé Peach, Peach d'or Rose, Peachette, Toads, Toadette
- 2019 : Luigi's Mansion 3 : Princesse Peach, Toad (en tant que Sam Kelly)
- 2019 : Mario & Sonic aux Jeux Olympiques de Tokyo 2020 : Princesse Peach, Toad, Toadette (en tant que Sam Kelly)
- 2020 : Paper Mario: The Origami King : Princesse Peach, Toad (en tant que Sam Kelly)
- 2020 : Super Mario 3D All-Stars : Princesse Peach, Toads
- 2021 : Mario Golf: Super Rush : Princesse Peach, Toad, Toadette (en tant que Sam Kelly)
- 2021 : Mario Party Superstars : Princesse Peach, Toad, Toadette (en tant que Sam Kelly)
- 2022 : Mario Strikers: Battle League Football : Princesse Peach, Toad (en tant que Sam Kelly)
- 2022 : Mario + The Lapins Crétins: Sparks of Hope : Princesse Peach, Toad
- 2023 : Super Mario Bros. Wonder : Princesse Peach, Toads, Toadette
- 2024 : Mario vs. Donkey Kong : Toads (en tant que Sam Kelly)
- 2024 : Princess Peach: Showtime! : Princesse Peach, Toads